# Він починає сердитися
«Він починає сердитися, або Гірчиця б'є в ніс» (фр. La moutarde me monte au nez) — французький фільм 1974 року з П'єром Рішаром та Джейн Біркін у головних ролях.
У радянському прокаті закріпилася назва фільму «Він починає сердитися», близька за змістом до оригінальної назви — французька ідіома «La moutarde me monte au nez» означає «Я зараз швидко розсерджуся». У той же час існує назва, що повторює дослівний переклад ідіоми, — «Гірчиця б'є в ніс».

## Сюжет
П'єр Дюруа (грає П'єр Рішар) працює вчителем математики в жіночому ліцеї. Він постійно потрапляє до кумедних ситуацій через поступливий характер і готовність допомогти кожному. Спершу він має передати своєму другові-журналістові одну статтю, але потрапляє на зйомки фільму та невимушено порушує знімальний процес. Тепер за ним женуть кіношники, і П'єр змушений сховатися у вагончику зірки Джекі Логан. Потім учитель потрапляє до будинку самої Джекі.

## У ролях
- П'єр Рішар — П'єр Дюруа
- Джейн Біркін — Джекі Логан
- Клод П'єплю — доктор Юбер Дюруа
- Даніель Мінаццолі[fr] — Даніель
- Жюльєн Гійомар — Альбер Реноден
- Вітторіо Капріолі — постановник
- Жан Мартін — директор ліцею

## Рецензія
Для film-dienst «Довгий блондин з рудим волоссям» був «комедією, створеною для П'єра Рішара, в якій дотепність і винахідливість замінили ляпаси». «Як завжди: придурок Річард потрапляє з однієї халепи в іншу», — резюмував Cinema і дійшов висновку, що «чорний черевик пасує Річарду більше».